# Wang Qiuming
Wang Qiuming (en chino: 王秋明; pinyin: Wáng Qiūmíng; Tianjin, 9 de enero de 1993) es un futbolista chino que juega en la demarcación de centrocampista para el Tianjin Jinmen Tiger FC de la Superliga de China.

## Selección nacional
Hizo su debut con la selección absoluta de China el 30 de agosto de 2019 contra Birmania en un partido amistoso que finalizó con un resultado de 4-1 a favor del combinado chino tras los goles de Yang Xu, Feng Jin y un doblete de Wu Xi para China, y de Hlaing Bo Bo para Birmania.

## Clubes
| Club                    | País  | Año       | Partidos | Goles |
| ----------------------- | ----- | --------- | -------- | ----- |
| Tianjin Jinmen Tiger FC | China | 2013-2018 | 49       | 4     |
| Hebei FC                | China | 2018-2022 | 77       | 7     |
| Tianjin Jinmen Tiger FC | China | 2022-     | 82       | 16    |